# Michał Żywień
Michał Żywień (ur. 23 stycznia 1927, zm. 19 marca 2008 we Wrocławiu) – dziennikarz wrocławski, przez całe niemal życie związany z dziennikiem „Słowo Polskie” (a przed jego powstaniem, tuż po wojnie z jego poprzednikiem – „Pionierem”).

## Życiorys
Egzamin maturalny złożył w roku 1947 w I Liceum Ogólnokształcącym we Wrocławiu, będąc już wówczas dziennikarzem „Słowa Polskiego”. Po maturze studiował na Uniwersytecie Wrocławskim; filologię angielską ukończył w 1951, a w 1958 – Wydział Prawa. W latach 1954–1955 uczestniczył w międzynarodowej misji pokojowej w Korei (był tam szefem tłumaczy Międzynarodowej Komisji Rozejmowej), a w latach 1955–1956 – w Laosie (jako sekretarz Polskiej Misji w Międzynarodowej Komisji Rozejmowej).
Znał biegle pięć języków obcych; w 1975 uzyskał uprawnienia pilota wycieczek zagranicznych (od 1995 sam był wykładowcą na kursach dla pilotów wycieczek zagranicznych) i odwiedził w sumie 60 krajów w około 150 podróżach, relacje z których publikował w swoich książkach i w prasie. Od roku 1960 do 1989 był lektorem Towarzystwa Wiedzy Powszechnej; był też aktywnym działaczem PTTK. Był współzałożycielem Wrocławskiego Klubu Szachowego i współorganizatorem Memoriału Akiby Rubinsteina – Międzynarodowego Turnieju Szachowego w Polanicy Zdroju.
Laureat Nagrody Miasta Wrocławia w dziedzinie dziennikarstwa, był współorganizatorem Towarzystwa Miłośników Wrocławia i autorem kilku książek, m.in. Ze „Słowem Polskim” przez ćwierćwiecze Dolnego Śląska i Spacerkiem po Europie. Odznaczony m.in. Złotym Krzyżem Zasługi, Krzyżem Kawalerskim oraz Oficerskim Orderu Odrodzenia Polski.
Żona Michała Żywienia, Tamara (zm. 15 listopada 2010), była lekarzem reumatologiem, syn Jarosław jest lekarzem anestezjologiem.